# 飓风嘉莉
飓风嘉莉（英語：Hurricane Carrie）是1957年大西洋飓风季最强烈的热带气旋，也是该季第三场获命名的风暴和第二场飓风，源自9月2日离开非洲西岸的东风波，属佛得角型飓风。气旋向西移动并逐渐增强，于9月5日达到飓风强度，然后经进一步强化在大西洋开放海域达到持续风速每小时220公里的最高强度，属现代萨菲尔-辛普森飓风等级中的四级飓风标准。风暴蜿蜒北上，强度反复波动，于9月14日逼近百慕大。从该岛以北较远处洋面经过后，嘉莉转向东北朝欧洲进发。气旋随行经洋面纬度升高而减弱，最终在袭击不列颠群岛前转变成温带气旋。
风暴自始至终远离大陆，所以沿途造成的影响很小。9月16日，飓风从百慕大以北较远处海域经过，虽然强度很高，但对岛上影响很小。由于一架侦察机受损，飓风猎人侦察机队不得不推迟任务。在亚速尔群岛西南方向转变成温带气旋期间，德国帕米尔号三桅帆船于9月21日遇到风暴后倾覆，船上80人葬身大海。转变成温带风暴后，嘉莉在不列颠群岛降下暴雨并激起强烈风暴潮，导致三人遇难。整场飓风的持续时间及在开放海域的移动路径都很长，刷新多项大西洋飓风纪录。

## 气象历史
九月上旬，非洲西岸近海出现低压槽，并在强烈的亚速尔高压影响下向西移动，于9月2日经过佛得角上空。气象站的观测结果证实环流存在，一架巴西泛空航空公司的航班从系统附近经过，观测数据证实有热带风暴形成。。据大西洋飓风数据库记载，系统于协调世界时9月2日早上六点成为热带低气压。
气旋在西进期间继续稳步增强，强度到9月5日早上六点已达现代萨菲尔-辛普森飓风等级的一级飓风标准。9月6日，“非洲之星号”（African Star）船只在佛得角以西约1100公里洋面遇到风暴，所测得风速为每小时148公里，最低气压1001毫巴（百帕，29.56英寸汞柱），确认飓风存在。美国国家气象局的预报员指出，飓风此时所在位置属于“盲点”，尚在飓风猎人的侦察范围外。嘉莉当天继续强化，于9月7日凌晨零点成为大型飓风。不久，原计划飞往百慕大的美国空军侦察机改道前去观测风暴，发现直径32公里且层次分明的风眼，并测得945毫巴（百帕，27.91英寸汞柱）气压值，这也是正式记载中嘉莉的最低气压。气旋此时的风力时速达到217公里，属四级飓风标准。经过进一步增强，风暴于9月8日达到持续风速每小时220公里的最高强度。
9月8日达到最高强度后，飓风因低压槽穿过亚速尔高压导致气压梯度缩减而弱化。到了9月11日，嘉莉的强度已回落到一级飓风标准。侦察机所测气压回升到984毫巴（百帕，29.06英寸汞柱）。与此同时，气旋开始在低压槽影响下缓慢蜿蜒北上，之后又开始缓慢增强，于9月13日中午12点再度达到大型飓风标准。9月14日，嘉莉因副热带高压脊强化而快速蜿蜒向西北移动。美国国家飓风研究计划的研究人员表示，飓风嘉莉在所知的热带气旋中結構堪称完美。9月15日，风暴再度开始稳步减弱。次日从百慕大北侧经过期间，气象雷达图像显示气旋结构已变得杂乱无章，风眼直径扩张到64至113公里。受另一个低压槽影响，风暴加速蜿蜒向东移动，接下来风速依然保持在飓风强度，直到9月23日转变成温带气旋。温带风暴继续东进，最终于9月28日下午18点在爱尔兰岛上空消散。

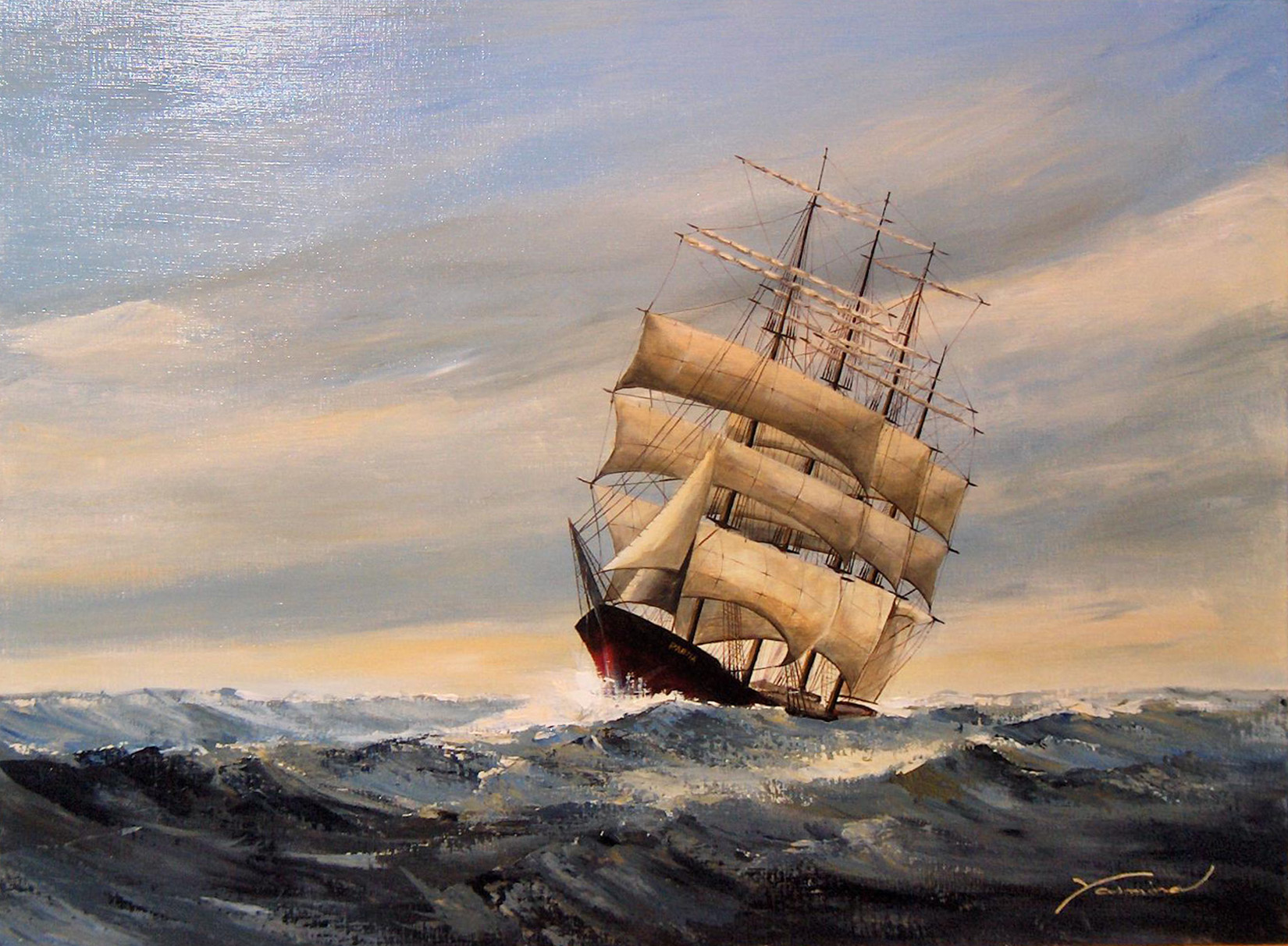
画家笔下的帕米尔号三桅帆船

## 防灾措施和影响
确认东大西洋形成飓风后，美国国家气象局向气旋预计行經路径上的船只发布警告。面对恶劣海况威胁，罗德岛州布洛克岛（Block Island）向南至乔治亚州萨凡纳近海地区于9月7日收到小型船只警告。9月11日，风暴移动速度大幅放缓，美国国家气象局认为佛罗里达州有可能受到气旋影响，但几率很低。嘉莉转向北上后，气象机构认为飓风基本不可能袭击佛罗里达半岛。气象部门接下来又认为嘉莉可能会吹袭百慕大，岛上学校因此关闭，船只也收到飓风来袭的警告。金德利空军基地大部分飞机转移，留在基地的飞机则用沙袋固定。风暴绕过百慕大后，气象机构预计嘉莉会登陆新斯科舍，但气旋实际上转向东北，没有对当地构成影响。
美国空军此时持续派出改装后的B-50超级堡垒轰炸机飞入飓风侦察，其中一架飞机因发动机失灵被迫返回西棕榈滩维修。另外四架飞机也被召回西棕榈滩，虽然四架飞机都没有受到损伤，但依然有一架不能使用，其余两架则在百慕大停留。9月16日，嘉莉从百慕大以北较远处海域经过，岛上所受影响很小，最强阵风时速仅有56公里。
载有大麦、从布宜诺斯艾利斯出发前往汉堡的德国“帕米尔号”（Pamir）三桅帆船于9月21日在亚速尔群岛西南方向遇到飓风，全部86人中有80人随船葬身大海。该船最后发出的求救信号表明所有船帆都已失落，船体倾角达到45°。美国空军、海军，以及英国皇家空军和海军在“帕米尔号”失踪后开展搜救，另外还有加拿大和葡萄牙的船只加入搜救。各国的搜救和调查都没有定论，未能寻获任何船骸；虽然找到两艘救生艇和一条木筏，但上面都没有幸存者。嘉莉在转变成温带风暴后吹袭亚速尔群岛，但破坏情况缺乏记载。气旋残留之后又在9月24至25日袭击不列颠群岛，产生狂风巨浪并引发严重洪灾。估计风速达到每小时80公里，造成大面积地区财物受损，还有三人丧生。

## 纪录
嘉莉作为热带气旋的时间长达20.75天，刷新历史上持续时间第三长的北大西洋热带气旋纪录，仅次于1899年圣奇里亚科飓风和1926年的第四号飓风。风暴的持续时间很长，美国国家气象局驻圣胡安办事处共发出62份公告，数量之多创下大西洋飓风新纪录。持续时间超长的同时，气旋又自始至终远离大陆，所以行进距离长达9700公里，刷新又一项纪录，直到1966年才被飓风费斯以11020公里打破。风暴远离陆地还令飓风猎人侦察机向东面飞行的距离创下新纪录。9月7日启航的第一架飞机就连续飞行近17小时，航程达6000公里。